# Chlorophonia
Chlorophonia (organisten) is een geslacht van zangvogels uit de vinkachtigen (Fringillidae). Het zijn relatief kleine, heldergroen gekleurde vogels. De leefgebieden liggen in vochtig, natuurlijk bos, vaak in bergachtig gebied. De geslachtsnaam Chlorophonia werd in 1851 door de Franse vogelkundige Charles Lucien Bonaparte geldig beschreven. Het is een samenvoeging van het Oudgriekse chloros (groen) met de in 1806 door Anselme Gaëtan Desmarest beschreven geslachtsnaam Euphonia dat vrij vertaald "goede klank" betekent. De Nederlandse naam voor alle soorten uit dit geslacht is "organist" en dat verwijst naar de zang van deze vogels die sterk lijkt op het blazen op een blokfluit of orgelpijp. 
Voor de periode dat DNA-onderzoek naar de taxonomie van de vogels beslissend werd voor de indeling (tot de jaren 1990), werd dit geslacht ondergebracht in de familie van de tangaren (Thraupidae). Uit het DNA-onderzoek bleek dat de groep behoorde tot de vinkachtigen.

## Soorten
Het geslacht kent de volgende soorten:
- Chlorophonia elegantissima  – Blauwkaporganist
- Chlorophonia musica  – Hispaniolaorganist
- Chlorophonia sclateri  – Puertoricaanse organist
- Chlorophonia flavifrons  – Kleine-Antillenorganist
- Chlorophonia cyanocephala  – Goudstuitorganist
- Chlorophonia cyanea  – Blauwnekorganist
- Chlorophonia pyrrhophrys  – Zwartbrauworganist
- Chlorophonia flavirostris  – Geelkraagorganist
- Chlorophonia occipitalis  – Blauwkruinorganist
- Chlorophonia callophrys  – Goudbrauworganist